# TV조선 스포츠 판
《TV조선 스포츠 판》은 종합편성채널 TV조선의 스포츠 뉴스 프로그램이다.

## 진행자
- 이진희 (2015년 기준)

## 동시간대 경쟁 뉴스 프로그램
- KBS 스포츠 9 (KBS 1TV)